# Nyctophilus holtorum
Nyctophilus holtorum (Parnaby, King & Eldridge, 2021) è un pipistrello della famiglia dei Vespertilionidi endemico dell'Australia Occidentale.

## Descrizione

### Dimensioni
Pipistrello di piccole dimensioni, con la lunghezza della testa e del corpo di 50 mm, la lunghezza dell'avambraccio di 40,9 mm, la lunghezza della coda di 46 mm, la lunghezza della tibia di 19,9 mm, la lunghezza delle orecchie di 26,2 mm e un peso fino a 9 g.

### Aspetto
Questa forma è indistinguibile esternamente da Nyctophilus gouldi.

## Biologia

### Alimentazione
Si nutre di insetti.

## Distribuzione e habitat
Questa specie è diffusa nell'estrema parte sud-occidentale dello stato dell'Australia Occidentale.
Vive nelle foreste con prevalenza di alberi marri e jarrah e con un denso sottobosco.

## Conservazione
Questa specie, essendo stata scoperta solo recentemente, non è stata sottoposta ancora a nessun criterio di conservazione.